# William Welch
William Henry Welch (ur. 8 kwietnia 1850 w Norfolk, zm. 30 kwietnia 1934) – amerykański lekarz, bakteriolog i patolog, współtwórca nowoczesnego systemu nauczania medycyny w Stanach Zjednoczonych.

## Wczesne lata życia
Pochodził z rodziny irlandzkich imigrantów. Jego dziadek, ojciec i obydwaj stryjowie byli lekarzami. Tradycją rodziny Welchów było silne zaangażowanie społeczne – William Wickham Welch pełnił między innymi funkcję senatora stanowego i kongresmena. Matka Williama umarła gdy miał on 6 miesięcy, a jego wychowaniem zajęła się babka.
Wolą ojca Williama było, by ten dołączył do jego praktyki lekarskiej. Jednak mały Welch nie znosił widoku krwi, a od 13. roku życia marzył, by zostać nauczycielem języków klasycznych .
W 1866 rozpoczął naukę na Uniwersytecie Yale, gdzie w 1870 uzyskał z wyróżnieniem bakalaureat w dziedzinie języków i historii klasycznej. Przez rok pracował w szkole dla dziewcząt jako nauczyciel języków klasycznych. Gdy szkoła ta upadła, Welch zdał sobie sprawę, że wymarzony zawód nie zapewni mu utrzymania i w 1871 wstąpił do College of Physicians and Surgeons w Nowym Jorku. Przez pierwszy rok jednocześnie studiował jednak chemię w Sheffield Scientific School Uniwersytetu Yale, więc faktyczne studia w Nowym Jorku rozpoczął w 1872. Dyplom lekarza uzyskał w 1875 r. Zarówno w trakcie studiów, jak i podczas stażu podyplomowego interesował się szczególne patologią i anatomią.

## Kariera zawodowa
Po odbyciu stażu podyplomowego w nowojorskim szpitalu Bellevue Hospital, w kwietniu 1876 Welch wyjechał do Europy by zapoznać się z najnowszymi technikami laboratoryjnymi i poszerzać swą wiedzę w dziedzinie patologii. Pracował we Wrocławiu u Cohnheima, w Strasburgu u Waldeyera i Recklinghausena, w Lipsku u Ludwiga oraz w Wiedniu u Chiariego i Hebry. W trakcie pobytu w Niemczech prowadził badania nad zakrzepicą i obrzękiem płuc. Do Stanów Zjednoczonych powrócił na początku 1878. Wkrótce otrzymał posadę profesora anatomii i patologii ogólnej w Bellevue Medical College. Stworzył tam pierwsze w historii amerykańskich uczelni medycznych laboratorium fizjologiczne i histologiczne. Wykłady Welcha z dziedziny patologii przyciągały wielu słuchaczy, nie tylko ze szkół medycznych, a on sam zaczął zyskiwać sobie renomę w nowojorskich kręgach akademickich jako znakomity patolog.
W 1884 przeniósł się do Baltimore, gdzie zajął stanowisko profesora patologii na powstającym wydziale medycznym Uniwersytetu Johnsa Hopkinsa (Johns Hopkins Medical School). Obok Williama Oslera, Williama Halsteda i Howarda Kelly'ego zaliczany jest do Wielkiej Czwórki (Big Four) założycieli tego wydziału . W tymże roku odbył kolejną podróż do Niemiec, by pod bokiem Roberta Kocha pogłębić swoją znajomość dynamicznie się wówczas rozwijającej bakteriologii. W trakcie pracy w Johns Hopkins skupiał się na nauczaniu i badaniach laboratoryjnych w dziedzinie patologii i bakteriologii. Za cel postawił sobie uczynienie z patologii w Stanach Zjednoczonych samodzielnej dyscypliny akademickiej, która poprzez wykorzystanie technik eksperymentalnych przyczyniałaby się do zrozumienia procesów chorobowych. Od 1885 jako jeden z pierwszych w Stanach Zjednoczonych zaczął wykładać bakteriologię. W 1892 we współpracy z Eugenem Fraenkelem odkrył laseczkę zgorzeli gazowej, zwanej również bakterią Welcha-Fraenkla. W latach 1893–1898 był pierwszym dziekanem Wydziału Medycyny Uniwersytetu Johnsa Hopkinsa. W 1916 został pierwszym dyrektorem Szkoły Zdrowia Publicznego tego uniwersytetu. Funkcję tę sprawował przez 10 kolejnych lat.
W 1898 zasłynął skutecznym wystąpieniem przed Senatem Stanów Zjednoczonych przeciwko wprowadzeniu ustawy zakazującej wiwisekcji i eksperymentów na zwierzętach.
W 1901 został prezesem Stowarzyszenia Lekarzy Amerykańskich (Association of American Physicians). W tym samym roku został wybrany na prezydenta Towarzystwa Bakteriologów Amerykańskich (Society of American Bacteriologists). W 1910 został wybrany prezesem Amerykańskiego Towarzystwa Medycznego. W latach 1913–1917 stał na czele Narodowej Akademii Nauk. Był też honorowym i rzeczywistym członkiem wielu innych stowarzyszeń medycznych, w tym europejskich.
W 1917 wstąpił do Korpusu Medycznego Sił Zbrojnych Stanów Zjednoczonych i otrzymał stopień majora. Większość służby odbył w Waszyngtonie, jako doradca Departamentu Medycznego Armii. W 1918 awansował do stopnia pułkownika, a gdy w 1921 opuszczał medyczny korpus rezerwowy miał już stopień generała brygady. Za swą służbę został odznaczony Medalem Za Wybitną Służbę .
Oprócz podstawowej działalności medycznej William Welch zajmował się historią medycyny. W 1889 został pierwszym prezesem Johns Hopkins Medical Historical Club na Uniwersytecie Johnsa Hopkinsa, a w 1926 otrzymał profesurę w nowo powstałej katedrze historii medycyny tego uniwersytetu.

## Osiągnięcia naukowe i zawodowe
W czasie gdy William Welch rozpoczynał swoją karierę zawodową, kształcenie i praktykę lekarską w Stanach Zjednoczonych cechowała niska jakość wynikająca z braku programów kształcenia, całkowitego pomijania w procesie nauczania zajęć laboratoryjnych i styczności z pracą naukową, braku systemu potwierdzania umiejętności i odbytych szkoleń oraz szeroko rozpowszechnionego szalbierstwa. Zorganizowany przez Welcha wydział medyczny Uniwersytetu Johnsa Hopkinsa z jego laboratoriami i wykładami nauk biologicznych stał się wzorcem dla innych uczelni i zalążkiem amerykańskiego systemu kształcenia lekarzy. Głównym założeniem jego koncepcji nauczania było ograniczenie znaczenia teoretycznych wykładów na rzecz bezpośredniego kontaktu studentów z problemami, materiałami, pacjentami i nauczycielami. By zapewnić upowszechnianie się tej koncepcji w całych Stanach Zjednoczonych Welch wykorzystywał swe wpływy do obsadzania kierowniczych stanowisk w instytucjach medycznych, zwłaszcza tych związanych z patologią, swoimi uczniami i współpracownikami.
Zainteresowanie Welcha kwestiami zdrowia publicznego doprowadziło do stworzenia przez niego w 1916 Szkoły Zdrowia Publicznego Uniwersytetu Johnsa Hopkinsa. Już od lat 80. XIX wieku angażował się w działania zmierzające do poprawy stanu sanitarnego miast Stanów Zjednoczonych: opracowywał zalecenia dla lekarzy, inicjował tworzenie miejskich laboratoriów bakteriologicznych oraz wchodził w skład instytucji zajmujących się higieną i zdrowiem publicznym. Był jednym z pierwszych którzy dostrzegli znaczenie zorganizowanych działań w walce z gruźlicą w Stanach Zjednoczonych - brał udział w tworzeniu Narodowego Stowarzyszenia Walki z Gruźlicą (ang. National Tuberculosis Association) i w 1910 został jego prezesem.

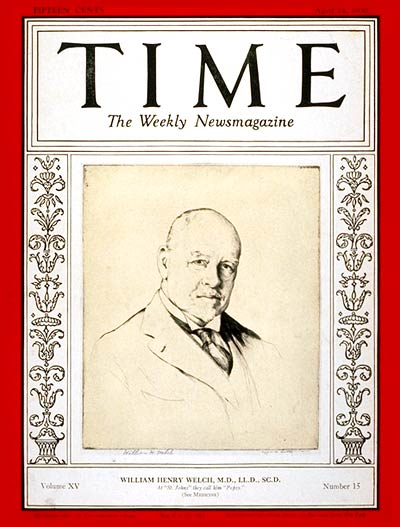
Okładka magazynu Time z portretem Welcha

Welch należał do pionierów nauczania bakteriologii w Stanach Zjednoczonych. Jego wkład w rozwój tej dziedziny polegał przede wszystkim na upowszechnianiu wiedzy i organizacji laboratoriów. Prowadził też własne badania między innymi nad izolowaniem maczugowca błonicy, zjadliwością różnych szczepów dwoinki zapalenia płuc i durem brzusznym. Wraz z Halstedem Welch przeprowadził serię eksperymentów, które dowiodły, iż przyczyną większości zakażeń ran są paciorkowce i gronkowce oraz że do zakażeń ran przyczyniają się sami chirurdzy umieszczając w nich ciała obce (dreny, szwy itp.) i nadmiernie uszkadzając tkanki podczas zabiegów. Na podstawie tych badań opracował on zalecenia dla chirurgów dotyczące mycia rąk przed zabiegami oraz sterylizacji narzędzi i materiałów chirurgicznych. W 1891 opisał jako pierwszy zakażenie spowodowane przez laseczkę zgorzeli gazowej, a rok później wyizolował tę bakterię. Przez długi czas nosiła ona upamiętniające Welcha nazwy Bacillus welchii i Clostridium welchii. W jednej ze swych prac z 1894 Welch antycypował odkrycie wirusów zauważając, że szereg chorób, takich jak między innymi żółta gorączka, świnka czy ospa wietrzna, wywoływanych musi być przez mikroorganizmy inne niż bakterie. W pracy badawczej skupiał się raczej na oddziaływaniu między bakteriami, a organizmem niż nad samymi mikroorganizmami. Wynikłe z tego zainteresowanie procesami odporności zaowocowało stworzeniem przez Welcha przy Szkole Zdrowia Publicznego pierwszego w świecie zakładu immunologii.
Pracując w laboratorium Cohnheima we Wrocławiu Welch wykazał jako pierwszy, że obrzęk płuc może być skutkiem nierównowagi między pracą prawej i lewej komory serca.
William Henry Welch był jednym z twórców Instytutu Nauk Medycznych Rockefellera w 1901 i przez 33 lata był przewodniczącym jego rady dyrektorów naukowych. W ramach Instytutu angażował się między innymi w popularyzację zachodniego modelu nauczania w Chinach .
Welch był najbardziej wpływowym lekarzem Stanów Zjednoczonych swoich czasów - w obchodach jego 80. urodzin wziął osobiście udział prezydent USA Herbert Hoover, a całe wydarzenie transmitowało radio, co było ewenementem. Obchody te, poza wieloma miejscami w Stanach Zjednoczonych, odbywały się jednocześnie w różnych częściach świata, w tym między innymi w siedzibie Ligi Narodów w Genewie, Instytucie Pasteura w Paryżu, Londyńskiej Szkole Higieny w Londynie, Peiping Union Medical School w Pekinie, Kitasato Institute w Tokio i w Instytucie Pruskim Roberta Kocha w Berlinie. Przy okazji obchodów powstał portret Welcha, który znalazł się na okładce tygodnika Time z 14 kwietnia 1930

## Życie prywatne
W życiu prywatnym Welch znany był z zamiłowania do dobrej kuchni, cygar i towarzystwa. W otoczeniu określano go pieszczotliwym przydomkiem Popsy. Nie miał żony i nie pozostawił potomstwa.